# Liste der Baudenkmäler in Buchbach (Oberbayern)

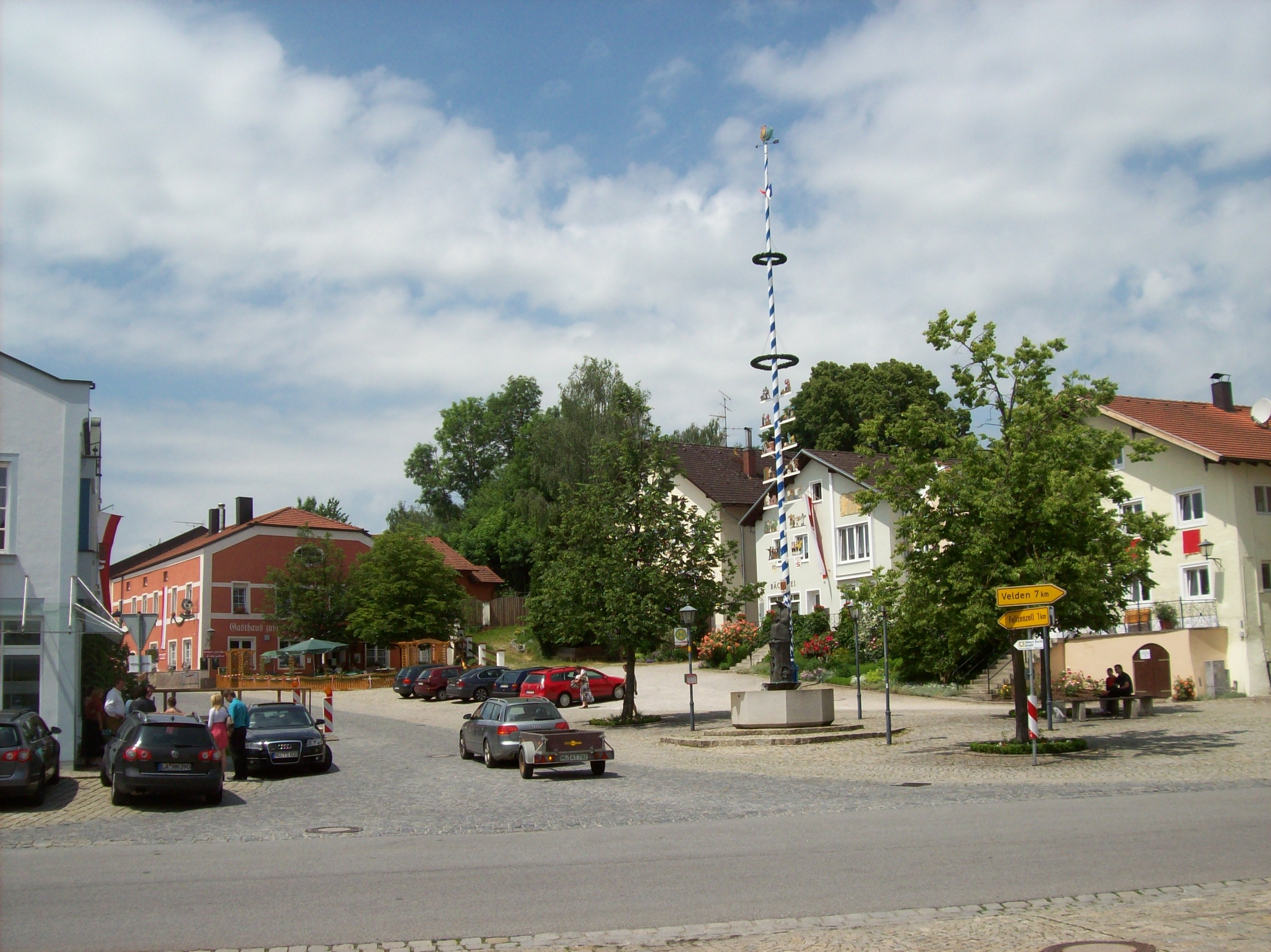
Marktplatz in Buchbach

Auf dieser Seite sind die Baudenkmäler in dem oberbayerischen Markt Buchbach zusammengestellt. Diese Tabelle ist eine Teilliste der Liste der Baudenkmäler in Bayern. Grundlage ist die Bayerische Denkmalliste, die auf Basis des Bayerischen Denkmalschutzgesetzes vom 1. Oktober 1973 erstmals erstellt wurde und seither durch das Bayerische Landesamt für Denkmalpflege geführt wird. Die folgenden Angaben ersetzen nicht die rechtsverbindliche Auskunft der Denkmalschutzbehörde.

## Baudenkmäler nach Ortsteilen

### Buchbach
| Lage                     | Objekt                                         | Beschreibung | Akten-Nr.             | Bild                    |
| ------------------------ | ---------------------------------------------- | --- | --------------------- | ----------------------- |
| Hauptstraße 8 (Standort) | Wohn- und Geschäftshaus                        | Schmaler Giebelbau mit Putzgliederung in historisierenden Formen, Ende 19. Jahrhundert. | D-1-83-114-3 Wikidata | Wohn- und Geschäftshaus |
| Marktplatz 3 (Standort)  | Katholische Pfarrkirche St. Jakobus der Ältere | überkuppelter Zentralraum, Barockbau nach Plänen von Wolfgang Hagenauer, Ausführung durch Johann Michael Mullinger, 1764–67; mit Ausstattung; Rest der Friedhofsmauer an der Nordseite mit Grabdenkmälern des 19. Jahrhunderts. | D-1-83-114-4 Wikidata | weitere Bilder          |
| Marktplatz 11 (Standort) | Gasthaus                                       | Zweigeschossiger breitgelagerter Eckbau mit Kniestock und Halbwalmdach, wohl nach 1762. | D-1-83-114-5 Wikidata | Gasthaus                |
| Ringstraße 9 (Standort)  | Wohnhaus                                       | Erdgeschossiger Satteldachbau, um 1860/70; im Garten eiserne Brunnensäule. | D-1-83-114-7 Wikidata | Wohnhaus                |
| Ringstraße 10 (Standort) | Wohnhaus                                       | Zweigeschossiger Traufseitbau mit Kniestock, Flachsatteldach und Putzgliederungen, geschnitzte Haustür, Ende 19. Jahrhundert.                                                                                                   | D-1-83-114-8 Wikidata | Wohnhaus                |

### Eiching
| Lage                  | Objekt      | Beschreibung | Akten-Nr.              | Bild   |
| --------------------- | ----------- | --- | ---------------------- | ------ |
| Eiching 5 (Standort)  | Stadel      | Riegelbundwerk, Ende 18./Anfang 19. Jahrhundert, teilweise erneuert. | D-1-83-114-10 Wikidata | Stadel |
| Eiching 6 (Standort)  | Stadel      | Riegelbundwerk, Ende 18./Anfang 19. Jahrhundert. | D-1-83-114-11 Wikidata | Stadel |
| Eiching 11 (Standort) | Vierseithof | Einheitlich um 1870; ehemaliges Wohnstallhaus, zweigeschossig, mit Pilastergliederung, umlaufendem Zierfries und Geschossbänderung; östlich Hütte, zweigeschossiger gemauerter Satteldachbau mit Lisenengliederung und Oculi; südlich Stadel, zweigeschossig und zweitennig, mit Pilastergliederung, neugotischen Maßwerkfenstern und Figurennische. | D-1-83-114-12 Wikidata | BW     |

### Ranoldsberg
| Lage                       | Objekt            | Beschreibung | Akten-Nr.              | Bild           |
| -------------------------- | ----------------- | --- | ---------------------- | -------------- |
| Denkmalstraße 2 (Standort) | Beim Bauerwirt    | Ehemaliges Wohnstallhaus der ehemals geschlossenen, zum Kloster Gars gehörigen Hofanlage, stattlicher zweigeschossiger Bau mit Satteldach, giebelseitig mit Türmchenbekrönungen, hofseitig offene Arkaden über Granitstützen, im Obergeschoss um 1850 zum Teil geschlossen, südseitig Mittelrisalit, im Kern Ende 15. Jahrhundert, ausgebaut um 1850; ehemaliges Zuhaus, mit offenen Erdgeschossarkaden und integriertem Backhaus, wohl 16./17. Jahrhundert. | D-1-83-114-30 Wikidata | weitere Bilder |
| Denkmalstraße 3 (Standort) | Mariä Himmelfahrt | Katholische Pfarrkirche, Wallfahrtskirche zu „Unserer Frauen in Ranoldsberg“, spätgotische Saalkirche, 1507 geweiht, im 18. Jahrhundert verändert, neugotischer Ausbau 1864–84; mit Ausstattung; mit Friedhofsmauer, Backstein, mit Stützpfeilern, um 1880. | D-1-83-114-29 Wikidata | weitere Bilder |
| Ranoldsberg 7 (Standort)   | Pfarrhaus         | Barocker zweigeschossiger Satteldachbau, 1701, Treppengiebel von 1885. | D-1-83-114-31 Wikidata | weitere Bilder |

### Steeg
| Lage                                                              | Objekt      | Beschreibung | Akten-Nr.              | Bild           |
| ----------------------------------------------------------------- | ----------- | --- | ---------------------- | -------------- |
| Graßlstraße (Standort)                                            | Feldkapelle | Satteldachbau mit pilasterartiger Gliederung, 18./19. Jahrhundert; mit Ausstattung.                                                                             | D-1-83-114-38 Wikidata | Feldkapelle    |
| Steeg 26, 26 a, 26 b (am Ortsende Richtung Schwindegg) (Standort) | Bildstock   | Gemauert, 19. Jahrhundert. | D-1-83-114-37 Wikidata | Bildstock      |
| Steeg 36 (Standort)                                               | St. Marien  | Katholische Filialkirche, ehemalige Schloßkirche und letzter Rest des ehemaligen Wasserschlosses Steeg, schlichter Barockbau, 18. Jahrhundert; mit Ausstattung; | D-1-83-114-36 Wikidata | weitere Bilder |

### Weitere Ortsteile
| Lage                       | Objekt                                             | Beschreibung | Akten-Nr.              | Bild            |
| -------------------------- | -------------------------------------------------- | --- | ---------------------- | --------------- |
| Felizenzell 8 (Standort)   | St. Felizitas und Leonhard                         | Katholische Filialkirche, kleiner Saalbau mit eingezogenem Chor, im Kern gotisch, barocker Ausbau 1730; mit Ausstattung. | D-1-83-114-13 Wikidata | weitere Bilder  |
| Felizenzell (Standort)     | Maria Brünnl (auch Zellbrünnl)                     | Wallfahrtskapelle Maria Brünnl, kleiner barocker Saalbau mit Dachreiter, 1780; mit Ausstattung; Brunnenhaus, offener kleiner Zeltdachbau mit Eckrustizierung, 18. Jahrhundert. | D-1-83-114-14 Wikidata | weitere Bilder  |
| Gosselding 1 (Standort)    | Stadel                                             | Bohlen-Bundwerkstadel des Vierseithofes, um 1800. | D-1-83-114-15 Wikidata | BW              |
| Heimpolding (Standort)     | Feldkapelle                                        | 19. Jahrhundert. | D-1-83-114-16 Wikidata | Feldkapelle     |
| Kienrathing 5 (Standort)   | Herz Jesu                                          | Kapelle, neugotischer Bau mit Dachreiter, bezeichnet mit dem Jahr 1910. | D-1-83-114-19 Wikidata | weitere Bilder  |
| Konrading 2 a (Standort)   | Ehemaliges Kleinbauernhaus                         | Erdgeschossiger getünchter Blockbau mit Kniestock und Traufschrot, 17. Jahrhundert. | D-1-83-114-20 Wikidata | BW              |
| Kumpfmühle 1 (Standort)    | Querstadel                                         | Riegelbundwerk, erste Hälfte 19. Jahrhundert. | D-1-83-114-21 Wikidata | weitere Bilder  |
| Langenloh 7 (Standort)     | Kleinbauernhaus                                    | Erdgeschossig, mit Blockbau-Kniestock und Giebelschrot, um Mitte 19. Jahrhundert. | D-1-83-114-22 Wikidata | Kleinbauernhaus |
| Litzelkirchen 1 (Standort) | Katholische Filialkirche St. Johannes der Täufer   | am Außenbau spätromanische Blendbogenfriese, im Kern um 1150, im 15./16. Jahrhundert ausgebaut, Turm 1677; mit Ausstattung. | D-1-83-114-23 Wikidata | weitere Bilder  |
| Litzelkirchen 2 (Standort) | Getreidekasten                                     | Doppelgeschossiger Blockbau, erste Hälfte 18. Jahrhundert. | D-1-83-114-24 Wikidata | Getreidekasten  |
| Nebelhub 1 (Standort)      | Wohnstallhaus, Nordflügel des Vierseithofes,       | zweigeschossiger Flachsatteldachbau mit traufseitiger Laube und Putzgliederungen, Erdgeschossflur gewölbt, 1793, verändert Mitte 19. Jh.; Hütte mit Getreidekasten, Ostflügel, zweigeschossiger Satteldachbau, Obergeschoss in Blockbauweise, bez. 1793; Hofeinfahrt, mit Putzgliederungen, gleichzeitig | D-1-83-114-45          | weitere Bilder  |
| Niederloh 1 (Standort)     | Bauernhaus des ehemaligen Dreiseithofes            | Zweigeschossiger Wohnteil mit vorgezogenem Giebelteil und umlaufendem, zum Teil von der vorgezogenen Giebelwand überdachtem Schrot, biedermeierlich, um 1820/30. | D-1-83-114-25 Wikidata | weitere Bilder  |
| Oberbonbruck 6 (Standort)  | Bauernhaus                                         | Zweigeschossiger Bau mit einseitig heruntergezogenem Satteldach und Traufschrot mit Bemalungen, Anfang 19. Jahrhundert. | D-1-83-114-26 Wikidata | Bauernhaus      |
| Peitzing 2 (Standort)      | Stadel                                             | Gemauert, mit Bundwerk und Halbwalmdach, erstes Drittel 19. Jahrhundert. | D-1-83-114-27 Wikidata | BW              |
| Pfarrhof 1 (Standort)      | Priesterhaus des ehemaligen Pfarrhofs von Buchbach | barocker zweigeschossiger Bau mit Pyramidendach, 1767 | D-1-83-114-28 Wikidata | weitere Bilder  |
| Schmiedberg 1 (Standort)   | Bildstock                                          | Gemauert, 19./20. Jahrhundert. | D-1-83-114-35 Wikidata | Bildstock       |
| Flur Thal (Standort)       | Pestkreuz                                          | zur Erinnerung an die Pest von 1634, wohl spätes 19. Jh. | D-1-83-114-39          | Pestkreuz       |

## Ehemalige Baudenkmäler
In diesem Abschnitt sind Objekte aufgeführt, die früher einmal in der Denkmalliste eingetragen waren, jetzt aber nicht mehr. Objekte, die in anderem Zusammenhang also z. B. als Teil eines Baudenkmals weiter eingetragen sind, sollen hier nicht aufgeführt werden. Aktennummern in diesem Abschnitt sind ehemalige, jetzt nicht mehr gültige Aktennummern.

| Lage                                   | Objekt    | Beschreibung                                                               | Akten-Nr.             | Bild |
| -------------------------------------- | --------- | -------------------------------------------------------------------------- | --------------------- | ---- |
| Buchbach Dorfener Straße 12 (Standort) | Kleinhaus | Erdgeschossiger Traufseitbau mit Satteldach, erste Hälfte 19. Jahrhundert. | D-1-83-114-1 Wikidata | BW   |

## Abgegangene Baudenkmäler
In diesem Abschnitt sind Objekte aufgeführt, die früher einmal in der Denkmalliste eingetragen waren, jetzt aber nicht mehr existieren, z. B. weil sie abgebrochen wurden. Aktennummern in diesem Abschnitt sind ehemalige, jetzt nicht mehr gültige Aktennummern.

| Lage                             | Objekt                                               | Beschreibung | Akten-Nr.              | Bild |
| -------------------------------- | ---------------------------------------------------- | --- | ---------------------- | ---- |
| Buchbach Ringstraße 8 (Standort) | Wohnhaus                                             | Zweigeschossiger Traufseitbau mit Kniestock, Flachsatteldach und Rauputzgliederungen, geschnitzte Haustür, Ende 19. Jahrhundert.                                              | D-1-83-114-6 Wikidata  | BW   |
| Pfarrhof 1 (Standort)            | Kooperatorhaus des ehemaligen Pfarrhofs von Buchbach | barocker kleinerer Bau mit Pyramidendach, 18. Jahrhundert. (das Priesterhaus des Pfarrhofs ist noch erhalten und weiterhin als D-1-83-114-28 in der Denkmalliste eingetragen) | D-1-83-114-28 Wikidata | BW   |